# Zaklinacz deszczu (powieść)
Zaklinacz deszczu (ang. Rainmaker) – powieść Johna Grishama z 1995 roku. Powieść była wydawana w Polsce także pod oryginalnym tytułem Rainmaker.

## Treść
Główny bohater - Rudy Baylor skończył właśnie studia prawnicze i ma problemy ze znalezieniem pracy. Pod koniec studiów w ramach praktyki poznaje rodzinę chorego na białaczkę chłopca, którego leczenie zostaje zaniechane z powodu odmowy wypłaty ubezpieczenia przez bogate towarzystwo ubezpieczeniowe. Szukając pracy stara się znaleźć prawnika, który oskarżyłby towarzystwo ubezpieczeniowe i poprowadził sprawę. Doprowadza to do różnych perypetii i staje się podejrzany o podpalenie kancelarii prawniczej. Po uzyskaniu dyplomu sam postanawia reprezentować chorego na białaczkę chłopca i jego rodzinę. Zaskarżone potężne towarzystwo ubezpieczeniowe wynajmuje najbogatszą kancelarię prawniczą w mieście i zespół najbardziej znanych prawników. Młody prawnik z problemami przeciwko wielkiej i doświadczonej firmie.

## Ekranizacja
W 1997 r. na podstawie powieści powstał film Zaklinacz deszczu. Reżyserem był Francis Ford Coppola, a odtwórcą roli tytułowej - Matt Damon. Na podstawie powieści ma powstać także serial dla stacji USA Network. Za scenariusz do produkcji odpowiada Michael Seitzman. Serial The Rainmaker zostanie wyprodukowany przez Lionsgate Television i Blumhouse Television.